# Target Corporation
Target Corporation är en amerikansk detaljhandelskedja som är USA:s näst största inom nischen lågprisvaruhus, bara Walmart, Inc. är större. De har 1 797 lågprisvaruhus på den inhemska marknaden. För 2019 hade de en omsättning på mer än 78,1 miljarder amerikanska dollar och hade en personalstyrka på omkring 368 000 anställda.
Huvudkontoret ligger i Minneapolis i Minnesota.

## Historik
1902 grundades varuhusföretaget Dayton Dry Goods Company av bankiren George Dayton i Minneapolis och nio år senare bytte de namn till The Dayton Company. 1954 började varuhuskedjan expandera utanför Minneapolis och det första varuhuset som öppnades var i Rochester. I början av 1960-talet började Dayton att leta efter nya inkomstkällor inom detaljhandeln och fann att den nya lågprisvaruhusmarknaden kunde bli lukrativ på längre sikt. Den 1 maj 1962 etablerades den första lågprisvaruhuset med det nya varumärket Target, i Roseville. 

### Dayton-Hudson Corporation
1969 gick Dayton ihop med den Detroit-baserade varuhuskedjan J.L. Hudson Company of Detroit och bildade Dayton-Hudson Corporation. De efterföljande decennierna genomgick Target en nationell expansion och finns idag i samtliga amerikanska delstater utom Vermont. 2000 blev Dayton-Hudson Corporation Target Corporation eftersom 75% av omsättningen var just från lågprisvaruhuskedjan.

### Target Canada
Den 13 januari 2011 offentliggjorde Target att man skulle inleda sin första internationella expansion och den första utländska marknaden som valdes var den kanadensiska, man hade förvärvat leasingavtal för upp till 220 lågprisvaruhus tillhörande Zellers, från ägaren Hudson Bay-kompaniet för $1,8 miljarder. De första butikerna öppnades den 5 mars 2013 i provinsen Ontario och det kanadensiska dotterbolaget Target Canada hade som mest 133 lågprisvaruhus i drift. Den 15 januari 2015 meddelade Target att samtliga kanadensiska lågprisvaruhus skulle vara stängda och avvecklade innan årsskiftet 2015-2016. Både amerikansk och kanadensisk media beskrev expansionen som ett gigantiskt fiasko på grund av för dåligt placerade lågprisvaruhus rent geografiskt, ej genomtänkt distributionskedja och för höga priser mot vad konkurrenterna hade. Den 12 april avslutades Targets medverkan på den kanadensiska lågprisvaruhusmarknaden när den sista varuhuset stängdes. Fiaskot resulterade i att Target Canada gjorde brakförluster på sammanlagt $2,1 miljarder och Target som koncern var tvungna att göra avskrivningar på $5,4 miljarder.